# Liste des autoroutes de la Slovaquie

Autoroute de Slovaquie
en service
en construction
planifiée

Le programme autoroutier slovaque prévoit 4 autoroutes numérotées de D1 à D4 avec un point frontière par état voisin.

## Autoroute D1
La longueur totale sera de 516 km (en service 366 km).
- E 58 E 75 E 571 : Bratislava - Trnava (50 km)
- E 75 : Trnava - Trenčín (70 km)
- E 50 E 75 : Trenčín - Žilina (68 km)
- E 50 : Žilina - Prešov - Košice - la frontière ukrainienne (329 km)

## Autoroute D2
La longueur totale de l'Autoroute D2 est de 81 km (complet).
- E 65 : la frontière tchèque - Malacky - Bratislava - la frontière hongroise

## Autoroute D3
L'autoroute D3 est en chantier et elle est actuellement inachevée. Sa longueur totale sera de 61km (en service 16 km).
- E 75 : la frontière polonaise - Čadca - Žilina

## Autoroute D4
La construction du contournement routier de 27 km a débuté en 2017 (en service 5 km).
- la frontière autrichienne - Contournement de Bratislava - la frontière autrichienne (48 km)